# Festuca pseudosclerophylla
Festuca pseudosclerophylla är en gräsart som beskrevs av Krivot. Festuca pseudosclerophylla ingår i släktet svinglar, och familjen gräs.
Artens utbredningsområde är Iran. Inga underarter finns listade i Catalogue of Life.